# Open Library
OpenLibrary (Biblioteca Abierta) es un proyecto que tiene el objetivo de crear una base de datos de libros colaborativa y de acceso abierto. Lo realiza la organización sin ánimo de lucro Internet Archive y está patrocinada parcialmente por una beca de la California State Library.
El código fuente del sitio de Internet está publicado bajo la licencia Affero General Public License version 3.
El objetivo, tal cual lo exponen sus desarrolladores, es tener «una página web por cada libro que se haya publicado jamás», tal como versa su eslogan. Actualmente (octubre de 2009) posee 30 millones de registros, de los cuales aproximadamente 14 millones están ya disponibles en el sitio.
Utiliza un wiki semántico abierto que compila metadatos bibliográficos de las bibliotecas y editoriales más importantes del mundo. Incluye referencias a colecciones de libros electrónicos, bibliotecas tradicionales y libreros. Como en todo wiki, los usuarios pueden agregar sus propios registros cuando no existen en la base de datos.
Desde el punto de vista bibliotecológico, intenta no atarse a un estándar en particular, sino sumarlos a todos, por lo que como sistema de clasificación usa CDU, Dewey, LC, etc.
Es un proyecto similar a Online Computer Library Center en el sentido de permitir la catalogación compartida, pero diferenciándose por su carácter libre y gratuito.